# Koop Islands
Koop Islands é o título do terceiro álbum do duo de Jazz sueco, Koop editado em 2006. O álbum teve participações de Yukimi Nagano (do Little Dragon), Ane Brun, Rob Gallagher, entre outros.

## Músicas
- Koop Island Blues - Ane Brun,
- Come to Me - Koop, Yukimi Nagano
- Forces...Darling - Koop, Earl Zinger
- I See a Different You - Koop, Yukimi Nagano
- Let's Elope - Koop, Mikael Sundin
- Moonbounce - Koop
- Beyond the Son - Koop, Earl Zinger
- Strange Love - Hilde Louise Asbjornsen,
- Drum Rhythm A (Music for Ballet Excersises) - Koop
- Whenever There Is You - Koop, Yukimi Nagano
- Come to Me - BBC Big Band, , Koop, Yukimi Nagano